# حي النسيم ظهران الجنوب
حي النسيم حي من أحياء محافظة الظهران في المملكة العربية السعودية، ويقع في جنوب المحافظة في منطقة شبه منعزلة في طرف المحافظة.
يعتبر هذا الحي من الأحياء الجديدة، ويميز هذا الحي المباني الجديدة والمطلية بواجهات من الرخام. كما يوجد به ملاعب مزروعة قيد الإنشاء، ومسجدين وجامع، حيث تقام فيها حلقات تحفيظ للقرآن الكريم.